# Hematospermi
Hematospermi eller hemospermi är en medicinsk term för att sädesvätska innehåller färskt eller koagulerat blod vid ejakulation. Det är ett tillstånd som förknippas med infertilitet, men kan, beroende på orsak, vara mer eller mindre temporärt. Det kan uppkomma ensamt eller tillsammans med blod i urinen. 
Hematospermi kan bero på problem i könskörtlar eller deras gångar, urinvägarna eller urinblåsan, till exempel infektioner. Hos män under 40 år är hematospermi som regel ofarligt och temporärt. När äldre män drabbas beror det ibland på allvarligare sjukdomar. Många gånger hittas ingen orsak och tillståndet är övergående. Sjukdomar som kan yttra sig i hematospermi innefattar högt blodtryck, skörbjugg, könssjukdomar, urinvägsinfektion, prostatit, cancer i prostata eller testiklar, leukemi, cystor, kärlsjukdomar, och slag mot genitalierna.
Blod i sädesvätskan kan också uppkomma om frenulum spricker.